# Antoni Patek

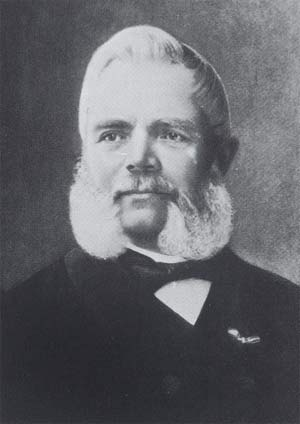
Antoni Patek (1812–1877)

Antoni Norbert de Patek (* 14. Juni 1812 als Antoni Norbert Patek de Prawdzic in Piaski bei Lublin, Polen; † 1. März 1877 in Genf; ab 1843 heimatberechtigt in Versoix) war ein polnisch-schweizerischer Unternehmer, Uhrmacher und Mitgründer von Patek Philippe zusammen mit Adrien Philippe.

## Leben und Werk

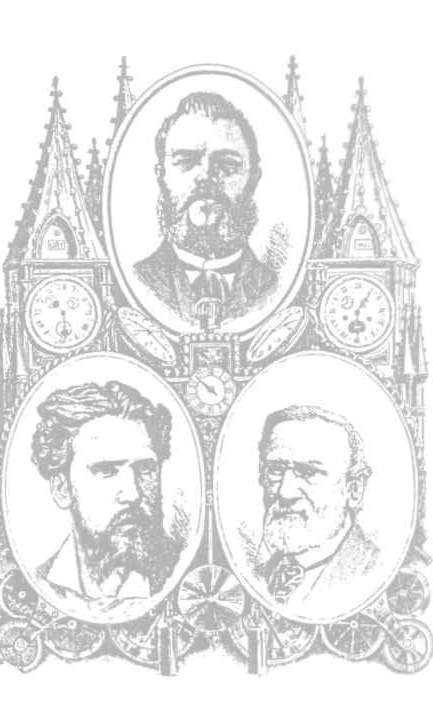
Gravur zu Ehren der „Polnischen Uhrmacher in Genf“, oben: Antoni Patek, unten: Wincenty Gostkowski mit seinem Bruder

Patek entstammt des polnischen kleinadeligen Grundbesitzers Joachim und seiner Frau Anne, geborene Piasecka aus Skoszylas. Mit zehn Lebensjahren zog der Junge mit seinen Eltern nach Warschau. Nach dem Novemberaufstand 1830 emigrierte Antoni nach Frankreich, wo er als Buchdrucker arbeitete. Antoni heiratete 1839 Marie Dénizart, Tochter einer aus Frankreich stammenden Kaufmanns Louis Charles.